# Svenska mästerskapen i längdskidåkning 1971
Svenska mästerskapen i längdskidåkning 1971 arrangerades i Skellefteå.

## Medaljörer, resultat

### Herrar
| Gren              | Guld                                                              | Guld                                                              | Silver          | Silver         | Brons              | Brons          |
| 15 km             | Gunnar Larsson                                                    | Hulåns IF                                                         | Arne Lilja      | Norberg        | Lennart Pettersson | Norberg        |
| 30 km             | Sven-Åke Lundbäck                                                 | Bergnäsets AIK                                                    | Thomas Magnuson | Delsbo IF      | Gunnar Larsson     | Hulåns IF      |
| 50 km             | Lars-Arne Bölling                                                 | IFK Mora                                                          | Ove Lestander   | Bergnäsets AIK | Sven-Åke Lundbäck  | Bergnäsets AIK |
| Stafett 3 x 10 km | IFK Mora (Hans-Erik Larsson, Bjarne Andersson, Lars-Arne Bölling) | IFK Mora (Hans-Erik Larsson, Bjarne Andersson, Lars-Arne Bölling) |                 |                |                    |                |
| Lagtävling 15 km  | IFK Mora                                                          | IFK Mora                                                          |                 |                |                    |                |
| Lagtävling 30 km  | Lycksele IF                                                       | Lycksele IF                                                       |                 |                |                    |                |
| Lagtävling 50 km  | Lycksele IF                                                       | Lycksele IF                                                       |                 |                |                    |                |

### Damer
| Gren             | Guld                                                              | Guld                                                              | Silver       | Silver         | Brons        | Brons  |
| 5 km             | Meeri Bodelid                                                     | IK Ymer                                                           | Doris Hultmo | Gjutaren Luleå | Viola Ylipää | Edsbyn |
| 10 km            | Meeri Bodelid                                                     | IK Ymer                                                           | Barbro Tano  | IFK Kiruna     | Viola Ylipää | Edsbyn |
| Stafett 3 x 5 km | Offerdals SK (Birgitta Lindqvist, Lilian Ohlsson, Ruth Petrusson) | Offerdals SK (Birgitta Lindqvist, Lilian Ohlsson, Ruth Petrusson) |              |                |              |        |
| Lagtävling 5 km  | Offerdals SK                                                      | Offerdals SK                                                      |              |                |              |        |
| Lagtävling 10 km | Offerdals SK                                                      | Offerdals SK                                                      |              |                |              |        |

### Webbkällor
- Svenska Skidförbundet